# Radikális feminizmus

A feminizmus szimbóluma a Vénusz-tükör

A radikális feminizmus a feminizmus egy olyan ága, amely a társadalom olyan radikális újrarendezését támogatja, amelyben a férfi felsőbbrendűség minden társadalmi és gazdasági kontextusban megszűnik, miközben elismeri, hogy a nők tapasztalatait más társadalmi helyzetük is befolyásolja, például faji, osztálybeli és szexuális irányultság. Az ideológia és a mozgalom az 1960-as években jelent meg.
A radikális feministák a társadalmat alapvetően patriarchálisnak tekintik, amelyben a férfiak leuralják és elnyomják a nőket. A radikális feministák a patriarchátus felszámolására törekszenek a nők és lányok igazságtalan társadalomból való felszabadításáért folytatott küzdelemben, a meglévő társadalmi normák és intézmények kérdőre vonásával. Ez a küzdelem magában foglalja a nők szexuális tárgyiasítása elleni fellépést, a közvélemény felhívását olyan témákra, mint a nemi erőszak és a nők elleni egyéb erőszak, a nemi szerepek koncepciójának megkérdőjelezése, valamint a sok országra jellemző faji és nemi kapitalizmus megkérdőjelezése. Shulamith Firestone szerint a The Dialectic of Sex (1970) című művében: "A feminista forradalom végcélja az első feminista mozgalométól eltérően nemcsak a férfi privilégiumok felszámolása kell, hogy legyen, hanem magának a nemi megkülönböztetésnek a felszámolása: a nemi szervi különbségek az emberek között kulturálisan már nem számítana."  Míg a radikális feministák úgy vélik, hogy a nemi szervek és a másodlagos nemi jellemzők különbségei kulturálisan és politikailag nem kéne számítsanak, azt is fenntartják, hogy a nők reprodukcióban betöltött különleges szerepét el kell ismerni, és a munkahelynek alkalmazkodnia kéne ehhez, a nők büntetése nélkül. Egyesek szerint kompenzációt kellene felajánlani ezért a társadalmilag nélkülözhetetlen munkáért.
A radikális feministák a nők elnyomásának kiváltó okát a patriarchális nemi kapcsolatokban keresik, szemben jogrendszerekkel (mint a liberális feminizmusban) vagy az osztálykonfliktussal (mint a marxista feminizmusban). A korai radikális feminizmus, amely az 1960-as években a második hullámú feminizmuson belül alakult ki,  a patriarchátust jellemzően az elnyomás más forrásait megelőző vagy mélyebb "transzhisztorikus jelenségnek" , "nemcsak az uralom legrégebbi és leguniverzálisabb formájának, hanem az elsődleges formájának" és az összes többi elnyomás modelljeként tekintette.  A radikális feminizmusból származó későbbi politika a kulturális feminizmustól a szocialista feminizmus szinkretikus formáiig terjedt (mint például az anarcha-feminizmus ), amelyek a társadalmi osztályok, a gazdaság és hasonló kérdéseket az elnyomás forrásaként egy szintre helyezik a patriarchátussal. 

## Elmélet és ideológia
A radikális feministák szerint a globális társadalom patriarchátusként működik, amelyben a férfiak osztálya a nők osztályának elnyomója.  Azt állítják, hogy a nők elnyomása az elnyomás legalapvetőbb formája, amely az emberiség kezdete óta létezik.  Ahogy a radikális feminista Ti-Grace Atkinson írta a "Radical Feminism" című alapművében (1969):
Ennek a tömegnek [az emberiség] az első dichotóm felosztása állítólag nemi alapon történt: férfi és nő… azért, mert az emberi faj fele viseli a szaporodási folyamat terhét, és mert a férfinak, a „racionális” állatnak volt esze, hogy ezt kihasználja, hogy a gyermekszülőket, vagyis a „teherállatokat”, egy politikai osztályba zárták: a biológiailag esetleges terhet politikai (vagy szükséges) büntetéssé alakítja, ezáltal módosítva ezen egyének definícióját az emberről a funkcionálisra vagy állatra. 
A radikális feministák szerint a patriarchátus miatt a nők az emberi faj "másik" felévé váltak a férfi normához képest, és mint ilyen, szisztematikusan elnyomottak és marginalizáltak. Azt állítják továbbá, hogy a férfiaknak, mint osztálynak hasznuk származik a nők szisztematikus elnyomásából. A patriarchális elméletet nem az a hiedelem határozza meg, hogy minden férfinak mindig haszna származik minden nő elnyomásából. Inkább azt állítja, hogy a patriarchátus elsődleges eleme a domináns viszony, ahol az egyik fél domináns, és a másikat az ő javára használja ki. A radikális feministák úgy vélik, hogy a férfiak (mint osztály) társadalmi rendszereket és más ellenőrzési módszereket használnak a nők (valamint a nem domináns férfiak) elnyomására. A radikális feministák az élő társadalmi normák és intézmények kihívásával a patriarchátus felszámolására törekszenek, és úgy vélik, hogy a patriarchátus megszüntetése mindenkit felszabadít az igazságtalan társadalomból. Ti-Grace Atkinson azt állította, hogy a hatalom iránti igény arra készteti a férfiosztályt, hogy továbbra is elnyomja a női osztályt, azzal érvelve, hogy "a férfiaknak az elnyomó szerepére való szükséglete minden emberi elnyomás forrása és alapja". 
A radikális-feminista politika jelentős hatást gyakorolt a nőfelszabadító mozgalomra. A Redstockings társalapítója, Ellen Willis, 1984-ben azt írta, hogy a radikális feministák "közkérdésként ismertették el a szexuális politikát", létrehozták a második hullámú feminizmus szókészletét, segítettek legalizálni az abortuszt az Egyesült Államokban, "az elsők voltak, akik a teljes mértékű egyenlőséget követelték az úgynevezett magánszférában" ("házimunka és gyermekgondozás… érzelmi és szexuális szükségletek"), és "a sürgősség légkörét teremtették meg", amely majdnem az Egyenlő Jogok Alkotmánymódosításához vezetett.  A radikális feminizmus hatása megmutatkozik abban, hogy ezeket a kérdéseket a A Nők Nemzeti Szervezete (NOW) is felvette, egy feminista csoport, amely korábban szinte kizárólag gazdasági kérdésekre összpontosított  .

## Mozgalom

### Gyökerek
Az Egyesült Államok radikális feministái alkották meg a női felszabadító mozgalom (women's liberation movement, WLM) kifejezést. A WLM nagyrészt az 1960-as években felerősödött polgárjogi mozgalom befolyásának köszönhetően nőtte ki magát, és a radikális feminizmus ügyét felvállaló nők közül sokaknak volt korábbi tapasztalata a radikális tüntetésekkel kapcsolatban a rasszizmus elleni küzdelemben való részvételüknek köszönhetően. Kronológiailag az 1960-as évek elején indult feminizmus második hullámának részeként is tekinthető. A feminizmus második hullámának vezéralakjai közé tartozott Shulamith Firestone, Kathie Sarachild, Ti-Grace Atkinson, Carol Hanisch, Roxanne Dunbar, Naomi Weisstein és Judith Brown . A hatvanas évek végén a magukat "radikális feministának" nevező női csoportok, mint például a UCLA Women's Liberation Front (WLF), eltérő nézeteket képviseltek a radikális feminista ideológiáról. Az UCLA WLF társalapítója, Devra Weber emlékei szerint: „a radikális feministák ellenezték a patriarchátust, de nem feltétlenül a kapitalizmust. A mi csoportunkban legalábbis ellenezték az úgynevezett férfiak által uralt nemzeti felszabadító harcokat." 
A radikális feministák segítettek átültetni a faji egyenlőségért folytatott radikális ellenállást, amelyben sokuknak volt tapasztalata, a nők jogaiért folytatott küzdelembe is. Kiálltak a nőket érintő számos ügy mellett, beleértve abortuszhoz való jogot, az Egyenlő Jogok AlkotmánymódosításáhozEgyenlő Jogok Alkotmánymódosítását, a hitelhez való hozzáférést és az egyenlő fizetést.  Sok színes bőrű nő volt a Women's Liberation Movement alapítói között (Fran Beal, Celestine Ware, Toni Cade Bambara); azonban sok színes bőrű nő nem vett részt a mozgalomban, mivel arra a következtetésre jutottak, hogy a radikális feministák nem foglalkoznak "a kisebbségi nők számára jelentős kérdéseivel", különösen a fekete nőket érintő ügyekben.  Miután tudatosságnövelő csoportokat hoztak létre a támogatás összegyűjtésére, a radikális feminizmus második hullámában egyre több színes bőrű nő vett részt.
Az 1960-as években a radikális feminizmus megjelent a liberális feminista és munkásfeminista vitákban, először az Egyesült Államokban, majd az Egyesült Királyságban és Ausztráliában. Az érintettek fokozatosan arra jutottak, hogy nemcsak a középosztálybeli nukleáris család nyomja el a nőket, hanem olyan társadalmi mozgalmak és szervezetek is, amelyek kiállnak az emberi felszabadítás mellett, nevezetesen az ellenkultúra, az új baloldal és a marxista politikai pártok, amelyek mindegyikét férfiak uralták és férfiak felé is orientáltak. Az Egyesült Államokban a radikális feminizmus újbaloldali szervezetek, például a Students for a Democratic Society (SDS) és feminista szervezetek, például a NOW, néhány észlelt kudarcára adott válaszként alakult ki. Kezdetben nagyvárosokra, mint New York, Chicago, Boston, Washington, DC és a nyugati partra koncentrálódtak,   majd a radikális feminista csoportok 1968 és 1972 között gyorsan terjedtek az országban.

Ezzel egyidőben megegyező gondolkodási irányzatok alakultak ki az Egyesült Államokon kívül: a müncheni The Women's Yearbook jól érzékelteti az 1970-es évek eleji feminizmust Nyugat-Németországban:

„Az autonóm feminista mozgalom nevében írt évkönyvi esszéjükben azzal érveltek, hogy a patriarchátus a kizsákmányolás legrégebbi és legalapvetőbb viszonya. Ezért volt szükségszerű, hogy a feministák elszakadjanak a baloldali férfiszervezetektől, mivel azok csak a nők erőfeszítéseit használnák fel saját céljaik támogatására, amelyekben a nők felszabadítása nem számít A Frauenjahrbuch 76 szerkesztője kifejezetten elhatárolódot a liberalizmus nyelvezetétől is, azzal érvelve, hogy "az egyenlő jogok a nők elnyomását a nők hátrányaként határozzák meg". Kifejezetten úgy bélyegezték meg a feminizmus egyenjogúsági változatát, mint amely olyan akar lenni, mint a férfiak, és hevesen elutasították azokat az állításokat, amelyek szerint "a nőknek be kell jutniuk a társadalom minden, férfiak által uralt területére. Több nőt a politikába! Több nőt a tudományokba, stb.... A nőknek mindent meg kellene tudniuk csinálni, amit a férfiak". Az ő álláspontjuk - és az ebben az 1976-os évkönyvben képviselt autonóm feministáké - ehelyett ez volt: "Ez az elv, hogy "mi is ezt akarjuk" vagy "mi is meg tudjuk csinálni", a férfiakhoz méri az emancipációt, és ismét férfiakhoz mérten határozza meg, hogy mit akarunk. Tartalma a férfiaknak való megfelelés. . . Mivel ebben a társadalomban a férfi tulajdonságoknak alapvetően több presztízse, elismerése és mindenekelőtt több hatalma van, könnyen beleesünk abba a csapdába, hogy elutasítunk és leértékelünk mindent, ami női, és csodálunk és utánzunk mindent, ami férfinak számít. . . . A női szerepek elleni harc nem válhat a férfi szerepekért folytatott harccá. . . . A feminista követelés, amely túlmutat az egyenlő jogok követelésén, az önrendelkezés követelése.”

A radikális feministák bevezették a tudatosságnövelő (consciousness raising, CR) csoportokat. Ezek a csoportok értelmiségieket, munkásokat és középosztálybeli nőket hoztak össze a fejlett nyugati országokban, hogy megvitathassák tapasztalataikat. A megbeszélések során a nők azt vették észre, hogy politikai hovatartozásuktól vagy társadalmi osztályuktól függetlenül osztoztak a rendszer elnyomásában. Ezen megbeszélések alapján a nők arra a következtetésre jutottak, hogy a patriarchátus megszűnése a legszükségesebb lépés egy valóban szabad társadalom felé. Ezek a tudatosságnövelő ülések lehetővé tették a korai radikális feministák számára, hogy olyan politikai ideológiát alakítsanak ki, amely a nők férfifölényével szembeni közös tapasztalatain alapul. A tudatosság növelését az 1970-es években széles körben alkalmazták a Nők Országos Szervezetének (NOW) alegységeiben. Az ezekből a vitákból kibontakozó feminizmus mindenekelőtt a nők felszabadítása mellett szólt a saját életükben való férfiak, valamint a hatalomban lévő férfiak elnyomásától. A radikális feminizmus azt állította, hogy a totalizáló ideológia és társadalmi formáció – a patriarchátus (apák kormányzása vagy uralma) – a férfiak érdekeit szem előtt tartva uralja a nőket.

### Csoportok

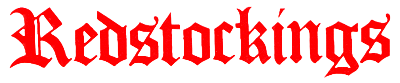
A Redstockings logója

Az olyan csoportokon belül, mint a New York Radical Women (1967–1969; nem kapcsolódik a jelenlegi szocialista feminista Radical Women nevű szervezethez), amelyet Ellen Willis "New York City első női felszabadító csoportjaként" jellemzett,  radikális feminista ideológia kezdett kialakulni. Eszerint "a személyes politikai", és a "női testvériség erőteljes";  Kathie Sarachild és más csoporttagok által megfogalmazott felhívások a női aktivizmusra. A New York Radical Women 1969 elején szétesett, a folyamat „politikai-feminista szakadásként” vált ismertté, a „politikai” pártiak a kapitalizmust tekintették a nők elnyomásának fő forrásaként, míg a „feministák” a nők elnyomását egy olyan férfi felsőbbrendűségben látták, amely „nem csak rossz attítűdök kérdése, hanem anyagi, intézményesített viszonyok összessége volt”. A szétválás feminista oldala, amelynek tagjai "radikális feministáknak" nevezték magukat,  hamarosan egy új szervezet, a Redstockings alapját képezte. Egy időben Ti-Grace Atkinson "egy a NOW-tól való radikális elszakadást" vezetett, amely The Feminists néven vált ismertté.  Egy harmadik fontos álláspontot a New York Radical Feminists fogalmaz meg, amelyeket 1969-ben később alapított Shulamith Firestone (aki a Redstockings-ból vált ki) és Anne Koedt. 
Ez időszak során a mozgalom "nagy mennyiségű szórólapot, röpiratot, folyóiratot, folyóiratcikket, újság-, rádió- és tévéinterjúkat készített".  Sok fontos feminista munka, mint például Koedt esszéje, A hüvelyi orgazmus mítosza (1970) és Kate Millet Szexuálpolitika (1970) című könyve, jelent meg ebben az időben és közegben.

### Az ideológia megjelenik és szétválik
Az időszak elején "a heteroszexualitás egy többé-kevésbé nem megkérdőjelezett feltételezés volt". A radikális feministák körében széles körben vallották, hogy az 1960-as évek szexuális forradalmában szerzett szexuális szabadságjogokat, különösen a monogámia csökkenő hangsúlyát, nagyrészt a férfiak a nők rovására szerezték meg.  Ezt a feltételezett heteroszexualitást nem sokkal később megkérdőjelezi az Atkinsonhoz és a The Feministshez szorosan kapcsolódó politikai leszbikusság térnyerése. 
A Redstockings és a The Feminists mindketten radikális feminista szervezetek voltak, de meglehetősen eltérő nézeteket vallottak. A Redstockings legtöbb tagja materialista és antipszichológista nézetet vallott. Folyamatosnak és szándékosnak tekintették a nők férfiak általi elnyomását, a férfiakat egyénként, mintsem kollektívaként, tették felelőssé ezért az elnyomásért, az intézményeket és rendszereket (beleértve a családot is) a tudatos férfiszándék puszta eszközeinek tekintették, és elutasították a női alárendeltség pszichológiai magyarázatait, amelyek a nőket hibáztatják az együttműködésükért a saját elnyomásukban. Tartottak ahhoz a nézethez – amelyet Willis később „neomaoistaként ” írt le –, hogy lehetséges lenne minden vagy gyakorlatilag minden nőt egy osztályként egyesíteni, hogy a férfiakkal való személyes szembeszállással szembeszálljanak ezzel az elnyomással. 

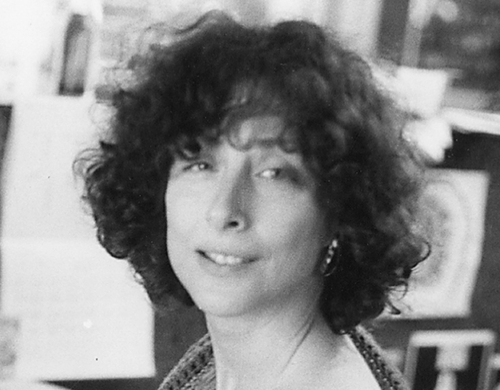
Ellen Willis

The Feminists idealisztikusabb, pszichológisztikusabb és utópisztikusabb filozófiát vallottak, nagyobb hangsúlyt helyezve a „szexuális szerepekre”, és a szexizmust „a férfi és női viselkedés egymást kiegészítő mintáiban” látták gyökerezni. Nagyobb hangsúlyt fektettek az intézményekre, a házasságot, a családot, a prostitúciót és a heteroszexualitást mind a "szexuális szereprendszer" fenntartásának eszközeként látták. Mindezekre lerombolandó intézményekként tekintettek. A csoporton belül további nézeteltérések is voltak, például Koedt úgy vélte, hogy a "normális" szexuális kapcsolat intézménye főként a férfiak szexuális vagy erotikus élvezetére összpontosít, míg Atkinson főként a szaporodás szempontjából értelmezte. A Redstockingsal ellentétben The Feminists általában a nemi szervekre összpontosító szexualitást eredendően férfinak tartották. Ellen Willis, a Redstockings társalapítója később azt írta, hogy amikor a Redstockings a heteroszexuális tevékenység felhagyását fontolgatta, azt "keserű árnak" tekintették, "lehet, hogy fizetniük kell harciasságukért", míg The Feminists magukává tették a szeparatista feminizmus stratégiáját. 
A New York Radical Feminists (NYRF) egy inkább pszichologisztikus (sőt biológiailag determinisztikus) irányvonalat választottak. Azzal érveltek, hogy a férfiak nem anyagi előnyök miatt uralják le a nőket, hanem inkább az uralomban rejlő ego-elégedettség miatt. Hasonlóképpen elutasították a Redstockings nézetet, amely szerint a nők csak szükségből engedelmeskednek, vagy The Feminists implicit nézetét miszerint gyávaságból teszik azt. Az NYRF úgy vélte, hogy a társadalmi kondicionálás egyszerűen arra késztette a nőket, hogy engedelmeskedő szerepüket „helyesként és természetesként” fogadják el. 

### A cselekvés formái
A 60-as évek végének radikális feminizmusa nemcsak az ideológia és az elmélet mozgalma volt; közvetlen cselekvésre ösztönzött. 1968-ban a feministák tiltakoztak a Miss America verseny ellen, hogy a "szexista szépséggondolatokat és társadalmi elvárásokat" a nők társadalmi kérdéseinek előterébe hozzák. Bár aznap nem égettek melltartókat, a tiltakozás a „melltartóégető” kifejezéshez vezetett. „A feministák egy "Szabadság Szemeteskukába” dobták a melltartóikat, más „női szeméttel” együtt, mint például fűzőkkel, műszempillákkal, parókákkal, női magazinokkal és mosogatórongyokkal együtt, de nem gyújtották fel azt. 1970 márciusában több mint száz feminista 11 órás ülősztrájkot rendezett a Ladies' Home Journal központjában. Azt követelték, hogy a kiadvány férfi szerkesztőjét cseréljék le női szerkesztőre, és azzal vádolták a Ladies Home Journalt, hogy "az ételre, a családra, a divatra és a nőiességre helyezett hangsúllyal", "a nők elnyomásának eszköze" a lap. Az egyik tüntető azzal magyarázta a tüntetés célját, hogy "azért voltak ott, hogy elpusztítsanak egy olyan kiadványt, amely a nők haragjából és frusztrációjából táplálkozik, egy olyan magazint, amely elpusztítja a nőket".
A radikális feministák különféle taktikákat alkalmaztak, ideértve a demonstrációkat, a felszólalásokat, valamint a közösséggel és a munkával kapcsolatos szervezkedést, hogy nyilvánosságot és híveket szerezzenek.  Franciaországban és Nyugat-Németországban a radikális feministák fejlesztettek ki további formáit a közvetlen cselekvésnek.

#### Önvád
1971. június 6-án a Stern címlapján 28 német színésznő és újságíró vallotta be, hogy „Abortuszunk volt!”, amellyel kampányt indítottak el az abortusztilalom ellen. Alice Schwarzer újságíró francia mintára szervezte meg a tiltakozásnak ezen kinyilatkoztatási formáját.
Később, 1974-ben Schwarzer 329 orvost győzött meg, hogy a Der Spiegelben nyilvánosan ismerjék el, hogy abortuszt hajtottak végre. Talált egy nőt is, aki hajlandó volt megszakítani a terhességét kamerán vákuum-aspirációval, így népszerűsítve ezt az abortuszmódot a német politikai televízió Panoráma című műsorán keresztül. Cristina Perincioli ezt úgy jellemezte, mint "...új taktika: egy olyan törvény hivalkodó, nyilvánosan dokumentált megsértése, amelyet nők milliói szegtek meg eddig, csak titokban és méltatlan körülmények között." Azonban az egyházi csoportok és a nyugat-németországi ARD-t (közszolgálati műsorszolgáltatók szövetsége) irányító műsorszolgáltató tanácsok többsége erős ellenállása miatt a filmet nem sugározták. Ehelyett a Panorama producerei az idősávot tiltakozó nyilatkozattal és egy üres stúdió megjelenítésével helyettesítették.

#### Az abortusztilalom megkerülése
Az 1970-es években formális hierarchia nélküli radikális női központok jöttek létre Nyugat-Berlinben. Ezek a berlini székhelyű női központok abortusz-tanácsadást végeztek, listát állítottak össze a holland abortuszklinikákról, rendszeres buszjáratokat szerveztek hozzájuk, és Nyugat-Németország más részeiből származó nők is igénybe vették őket. A rendőrség illegális összeesküvéssel vádolta meg a szervezőket. "A központ ezeket a letartóztatásokat arra használta fel, hogy nyilvánosságot adjon polgári engedetlenségi stratégiájának, és akkora közfelháborodást váltott ki, hogy a vádemelést ejtették. A buszjáratok rendőri beavatkozás nélkül folytatódtak. Politikailag két szempontból is jelentős volt ez a győzelem... az állam ugyan nem változtatott a törvényen, de elállt annak betartatásától, átengedve a nők kollektív hatalmát. A feminista állítást, hogy a nők nevében beszélnek, így a nők és az állam is megerősítette."

#### Az egyház elhagyása
Nyugat-Németországban 1973-ban egy radikális feminista csoport kampány indult a katolikus egyház tagságából való kilépésre, tiltakozásul az abortuszellenes álláspontja és tevékenysége ellen. "Felelősek lehetünk-e továbbra is egy olyan férfiintézmény finanszírozásáért, amely... mint mindig, otthonra, főzésre és gyermekvállalásra ítél bennünket, de mindenekelőtt gyermekvállalásra". Németországban a hivatalosan elismert egyházak valamelyikében megkeresztelkedőknek dokumentálniuk kell, hogy hivatalosan elhagyták az egyházat, hogy ne kelljen egyházi adót fizetniük.

#### Tiltakozás a leszbikusokkal kapcsolatos elfogult tudósítások ellen
1972 novemberében két szexuális kapcsolatban álló nőt, Marion Ihnst és Judy Andersent letartóztatták, és azzal emeltek vádat ellenük, hogy felbéreltek egy férfit Ihns erőszakos férjének megölésére. A tárgyalás előtti nyilvánosságot, különösen a Bild, Németország legnagyobb bulvárlapja által, a leszbikusok elleni szenzációhajhászkodás jellemezte. Válaszul a németországi leszbikus csoportok és női központok heves tiltakozásba kezdtek. A kulturális összecsapás a tárgyaláson keresztül is folytatódott, ami végül a nők elítéléséhez vezetett 1974 októberében, mindkettőjüket életfogytiglani börtönbüntetésre ítélték. Azonban egy petíció, amelyet 146 újságírónő és 41 férfi kolléga nyújtott be a Német Sajtótanácshoz, az Axel Springer Company, a Bild kiadója elleni ítéletet eredményezett. Egy ponton a tárgyalás előtt a Bild tizenhét egymást követő napos sorozatot futtatott "A leszbikus nők bűnei" címmel.

#### Nemi szervek önvizsgálata
Segített a nőknek ismeretet szerezniük saját testük működéséről, hogy többé ne kelljen kizárólag az orvosi szakmára hagyatkozniuk. Ennek a mozgalomnak a következménye volt a (Feministische Frauen Gesundheits Zentrum) (FFGZ) megalapítása 1974-ben Berlinben.

### Társadalmi szervezet és célok
A radikális feministák általában kis aktivista vagy közösségi egyesületeket hoztak létre tudatosságnövelő vagy konkrét célok érdekében. Ausztráliában sok radikális feminista részt vett egy sor squatolásban, hogy különféle női központokat hozzanak létre, és ez a cselekvési forma általános volt az 1970-es évek végén és az 1980-as évek elején. Az 1980-as évek közepére sok eredeti tudatformáló csoport feloszlott, és a radikális feminizmus egyre inkább a lazán szervezett egyetemi kollektívákhoz kapcsolódott. A radikális feminizmus még mindig megfigyelhető, különösen a diákaktivizmuson belül és a munkásosztálybeli nők körében. Ausztráliában sok feminista társadalmi szervezet fogadott el állami támogatást az 1980-as években, és a konzervatív kormány 1996-os megválasztása megbénította ezeket a szervezeteket. Az 1970-es évek elején az izraeli zsidó nők körében is kialakult egy radikális feminista mozgalom.
Míg a radikális feministák célja a patriarchális társadalom lebontása, közvetlen céljaik általában konkrétak. A gyakori igények közé tartozik a reproduktív jogok kiterjesztése. Lisa Tuttle írónő szerint A feminizmus enciklopédiája című könyvében „a feministák az 1970-es években alapvető emberi jogként határozták meg, magában foglalja az abortuszhoz és a születésszabályozáshoz való jogot, de még többet foglal magába. A reproduktív szabadság megvalósulása érdekében nem csak annak a jogát kell biztosítani, hogy a nők választhassanak a szülés, abortusz, sterilizálás vagy fogamzásgátlás lehetőségei közül, hanem az is szükséges, hogy ezeket a döntéseket szabadon, nyomás nélkül hozhassák meg férfiak, orvosok, kormányzati vagy vallási hatóságok befolyása nélkül. Ez kulcsfontosságú kérdés a nők számára, mivel enélkül a többi szabadságjogunk – például az oktatáshoz, a munkához és az egyenlő fizetéshez való jog – illuzórikusnak bizonyulhat. A gyermekgondozás, az orvosi kezelés és a társadalom gyermekekkel kapcsolatos attitűdje is érintett.”

## Nézetek a szexiparról
A radikális feministák a szexiparral – amelyet általában elleneznek – kapcsolatos kérdések széles skálájáról írtak, többek között, de nem kizárólag a következőkről: a pornográfia készítése során a nőket ért károkról, a pornográfia fogyasztásából eredő társadalmi károkról, a kényszer és a szegénységről, ami miatt a nők prostituáltakká válnak, a prostitúció hosszú távú káros hatásairól, a prostitúció faji és osztályozott természetéről, valamint a férfiak dominanciájáról a nők felett a prostitúcióban és a pornográfiában.
Azokat a feministákat, akik ellenzik a prostitúció elfogadását és támogatását azzal, hogy „szexmunkának” nevezik át, néha lekicsinylően „szexmunkásokat kirekesztő radikális feministáknak” (sex worker exclusionary radical feminists) vagy „SWERF-eknek” titulálják. Ők azzal érvelnek, hogy a „szexmunka” kifejezés politikai feltételezéseket tartalmaz, és nem semleges kifejezés. Érvelésük szerint a kifejezés támogatja azt az elképzelést, hogy a szex a nők számára munka, a férfiaknak pedig szabadidő, társadalmi és gazdasági hatalommal ruházza fel a férfiakat, hogy főnöki osztályként lépjenek fel a közösülés kérdésében, és azt is feltételezi, hogy a női test más emberek által felhasználható.

### Prostitúció
A radikális feministák azzal érvelnek, hogy a legtöbb prostituált nőt egy strici, embercsempészet, szegénység, kábítószer-függőség vagy trauma, például gyermekként ért szexuális zaklatás, kényszeríti, hogy azzá váljon. A legalacsonyabb társadalmi-gazdasági osztályokba tartozó nők – elszegényedett nők, alacsony iskolai végzettségű nők, a leghátrányosabb helyzetű faji és etnikai kisebbségekhez tartozó nők – felülreprezentáltak a prostitúcióban szerte a világon. Catharine MacKinnon tette fel a kérdést, hogy: "Ha a prostitúció szabad választás, akkor miért a legkevesebb választási lehetőséggel rendelkező nők teszik ezt leggyakrabban?" Melissa Farley radikális feminista 2004-ben végzett vizsgálatot 854 nemzetközi prostitúcióval foglalkozó személy bevonásával, és azt találta, hogy a válaszadók 89%-a nyilatkozott úgy, hogy el akar menekülni a prostitúciótól, de nem tudott, 72%-uk jelenleg vagy korábban hajléktalan volt, és 68%-uk megfelelt a poszttraumás stressz zavar kritériumainak.

MacKinnon amellett érvel, hogy "A prostitúcióban a nők olyan férfiakkal szexelnek, akikkel egyébként soha nem lennének szexuális kapcsolatban. A pénz tehát az erő egy formájaként működik, nem pedig a beleegyezés mértékeként. Úgy működik, mint a fizikai erő a nemi erőszaknál." Úgy vélik, hogy senkiről sem lehet azt mondani, hogy valóban beleegyezik saját elnyomásába, és senkinek sem lehet joga beleegyezni mások elnyomásába. Kathleen Barry azzal érvel, hogy a a beleegyezés nem "jó jóslóbot az elnyomás létezésére, és a jogsértéshez való hozzájárulás az elnyomás ténye". Andrea Dworkin 1992-ben írta:

„A prostitúció önmagában is visszaélés a női testtel. Azokat, akik ezt mondják, azzal vádolják, hogy együgyűek vagyunk. De a prostitúció nagyon is egyszerű. [...] A prostitúcióban egyetlen nő sem marad ép. Lehetetlen úgy használni egy emberi testet, ahogyan a nők testét a prostitúcióban használják, hogy a végén, vagy a közepén, vagy az elejéhez közel egy egész ember maradjon. Ez lehetetlen. És egyetlen nő sem lesz később, utána újra egész.”

Dworkin úgy érvelt, hogy "a prostitúció és a nők egyenjogúsága nem létezhet egyszerre", és a prostitúció felszámolása érdekében "meg kell keresnünk a szavak és a törvények felhasználásának módját, hogy véget vessünk a lányok és nők testének a férfiak szexuális élvezetére történő visszaélésszerű eladásának és megvásárlásának".
A radikális feminista gondolkodás elemzéseiben a prostitúció a patriarchális uralom és a nők szexuális leigázásának sarokköveként jelenik meg, amely nemcsak a prostitúcióban részt vevő nőkre és lányokra, hanem az összes nőre, mint csoportra negatívan hat, mivel a prostitúció folyamatosan megerősíti a nők patriarchális meghatározását, miszerint a nők elsődleges feladata a férfiak szexuális kiszolgálása. Szerintük létfontosságú, hogy a társadalom ne váltsa fel a női szexualitással kapcsolatos egyik patriarchális nézetet – miszerint a nőknek nem szabad szexelniük/kapcsolatban lenniük házasságon kívül, és hogy az alkalmi szex szégyenletes egy nő számára – egy másik, hasonlóan elnyomó és patriarchális nézettel – a prostitúció elfogadásával, amely a szexualitás erősen patriarchális koncepcióján alapul: hogy a nő szexuális öröme lényegtelen, a nő egyetlen szerepe a szex során az, hogy alávesse magát a férfi szexuális követeléseinek, és azt tegye, amit a férfi mond neki, hogy a szexet a férfinak kell irányítania, és hogy a nő válasza és kielégülése lényegtelen. A radikális feministák azzal érvelnek, hogy a nők szexuális felszabadulása nem érhető el mindaddig, amíg normalizáljuk az egyenlőtlen szexuális gyakorlatokat, ahol a férfi uralja a nőt. "A feminista tudatosság növelése továbbra is a kollektív küzdelem és a nők végső felszabadításának alapja."
A radikális feministák határozottan ellenzik azt a patriarchális ideológiát, amely a prostitúció létének egyik igazolásaként azt állítja, hogy a prostitúció egy „szükséges rossz”, mert a férfiak nem képesek uralkodni magukon, és ezért „szükséges”, hogy a nők egy kis részét "feláldozzák", hogy megvédjék a "tiszta" nőket a nemi erőszaktól és zaklatástól. Azzal érvelnek, hogy a prostitúció ahelyett, hogy csökkentené a nemi erőszak arányát, valójában a nők elleni szexuális erőszak növekedéséhez vezet, mivel azt az üzenetet közvetíti, hogy a férfi számára elfogadható, ha a nőt szexuális eszközként kezeli, amely felett teljes mértékben ő rendelkezik. Melissa Farley szerint például Nevadában súlyosbítja a nemi erőszakok magas arányát a legális prostitúció által ösztönzött patriarchális légkör.
Az őslakos nők különösen célpontjai a prostitúciónak. Kanadában, Új-Zélandon, Mexikóban és Tajvanon tanulmányok kimutatták, hogy az őslakos nők a prostitúció faji és osztályhierarchiájának legalján állnak, gyakran a legrosszabb körülményeknek, a legerőszakosabb követeléseknek vannak kitéve, és a legalacsonyabb áron értékesítik őket. Gyakori, hogy az őslakos nők a teljes népességükhöz képest felülreprezentáltak a prostitúcióban. Ez a gyarmatosítás, az ősi földekről való fizikai kitelepítés, az őslakosok társadalmi és kulturális rendjének lerombolása, a nőgyűlölet, a globalizáció/neoliberalizmus, a faji megkülönböztetés és az ellenük elkövetett rendkívül magas szintű erőszak együttes erőinek eredménye.

### Pornográfia

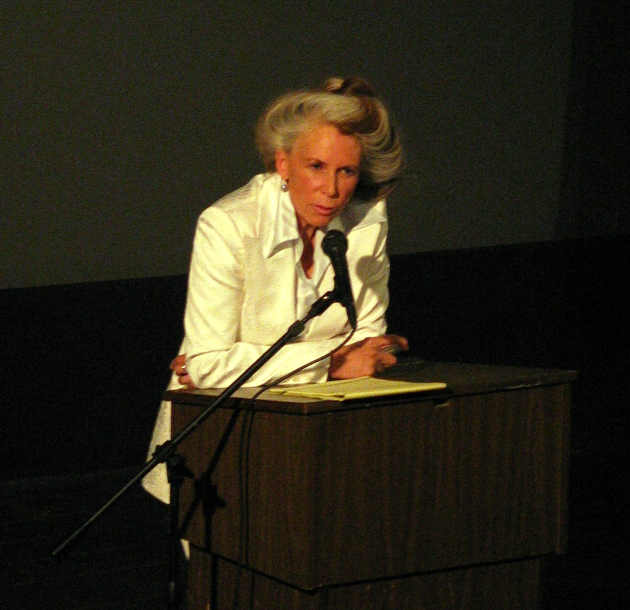
Catharine MacKinnon

A radikális feministák, nevezetesen Catharine MacKinnon, azt állítják, hogy a pornográfia készítése fizikai, pszichológiai és/vagy gazdasági kényszerrel jár az abban szereplő és modellkedő nőkre nézve. Ez állítólag akkor is igaz, ha a nőket úgy mutatják be, mint akik jól érzik magukat. 
A radikális feministák a pornográfia olyan ismert szereplőinek vallomására hivatkoznak, mint Traci Lords és Linda Boreman, annak bizonyítása érdekében, hogy a legtöbb női szereplőt valaki más vagy szerencsétlen körülmények kényszerítik a pornográfiára. A feminista pornográfia-ellenes mozgalmat az Ordeal megjelenése lendítette fel, amelyben Linda Boreman (aki "Linda Lovelace" néven szerepelt a Deep Throat című filmben) kijelentette, hogy férje, Chuck Traynor megverte, megerőszakolta és ő kerítette be őt a pornográfiába, és hogy Traynor fegyverrel kényszerítette, hogy jeleneteket készítsen a Deep Throat című filmben, valamint fizikai erőszakk, érzelmi bántalmazással és erőszakkal való nyílt fenyegetéssel kényszerítette őt más pornófilmek forgatására. Dworkin, MacKinnon és a Women Against Pornography (Nők a pornográfia ellen) nyilvánosan kiálltak Boreman mellett, és együtt dolgoztak vele nyilvános fellépéseken és beszédekben. Később újjászületett keresztény és a pornográfiaellenes mozgalom szóvivője lett.
A radikális feministák azon a véleményen vannak, hogy a pornográfia hozzájárul a szexizmushoz, mivel a pornográf előadásokban a színésznők puszta tartállyá – tárgyakká – redukálódnak, amelyeket a férfiak szexuális kontextusban használnak fel és bántalmaznak. Azt állítják, hogy a narratíva általában a férfiak élvezetére, mint a szexuális tevékenység egyetlen céljára épül, és a nőket alárendelt szerepben mutatják be. Egyes ellenzők úgy vélik, hogy a pornográf filmek általában rendkívül passzívnak mutatják be a nőket, vagy hogy a nőkkel szemben elkövetett aktusok jellemzően bántalmazóak, és kizárólag szexuális partnerük örömét szolgálják. A pornóban megjelenő trendeket követve a férfiak körében egyre népszerűbb az arcon történő magömlés és az anális szex. MacKinnon és Dworkin a pornográfiát úgy definiálta, mint "a nők képeken vagy szavakon keresztül történő, szexuálisan explicit alárendelését, amely magában foglalja a szexuális tárgyként, dologként vagy áruként dehumanizált nőket is"
A radikális feministák szerint a pornófogyasztás a nemi erőszak és a nők elleni erőszak más formáinak egyik oka. Robin Morgan ezt a gondolatot gyakran idézett kijelentésével foglalja össze: "A pornográfia az elmélet, a nemi erőszak pedig a gyakorlat." Azt állítják, hogy a pornográfia erotizálja a nők uralmát, megalázását és kényszerítését, és megerősíti azokat a szexuális és kulturális attitűdöket, amelyek bűnrészesek a nemi erőszakban és a szexuális zaklatásban. Csak szavak (1993) című könyvében MacKinnon azzal érvel, hogy a pornográfia "megfosztja a nőket attól a jogtól, hogy kifejezzék a közösülés szóbeli elutasítását".
MacKinnon azzal érvelt, hogy a pornográfia a nők elleni szexuális erőszak növekedéséhez vezet a nemi erőszakról szóló mítoszok táplálásán keresztül. Az ilyen nemi erőszak-mítoszok közé tartozik az a hiedelem, hogy a nők valójában azt akarják, hogy megerőszakolják őket, és hogy igent mondanak, amikor nemet mondanak. Úgy vélte, hogy "a nemi erőszak mítoszok közvetve állandósítják a szexuális erőszakot azáltal, hogy torz hiedelmeket és attitűdöket hoznak létre a szexuális zaklatással kapcsolatban, és a hibás elemeket az áldozatokra hárítják". Ezenkívül MacKinnon szerint a pornográfia érzéketlenné teszi a nézőket a nézőket a nők elleni erőszakkal szemben, és ez ahhoz az igényhez vezet, hogy még több erőszakot lássanak ahhoz, hogy szexuálisan felizguljanak; ez a hatás szerinte jól dokumentált.
A német radikális feminista, Alice Schwarzer annak a nézetnek az egyik képviselője, hogy a pornográfia torz képet nyújt a férfiak és a nők testéről, valamint a tényleges szexuális aktusról, gyakran mutat előadókat szintetikus implantátummal vagy eltúlzott örömkifejezéssel, olyan fétisekkel, amelyeket népszerűként és normálisként ábrázolnak.

## Radikális leszbikus feminizmus

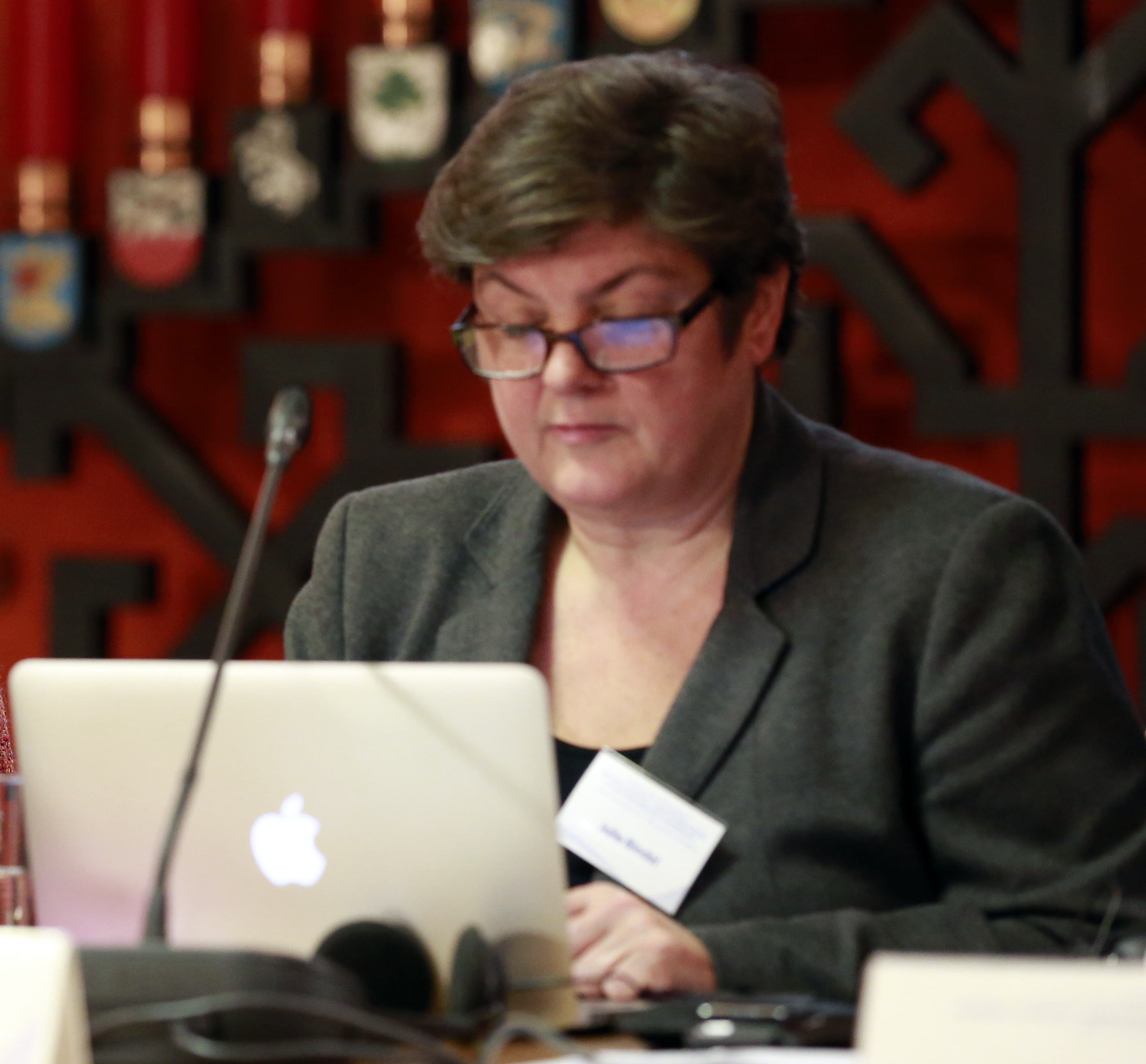
Julie Bindel

A radikális leszbikusokat a politikai leszbikusságban gyökerező ideológiai gyökereik különböztetik meg más radikális feministáktól. A radikális leszbikusok a leszbikusságot a heteroszexualitás politikai intézményével szembeni ellenállásnak tekintik, amelyet erőszakosnak és elnyomónak tartanak a nőkkel szemben. Julie Bindel azt írta, hogy leszbikussága "elválaszthatatlanul összefonódik" a feminizmusával.
Az 1970-es évek Női Felszabadítási Mozgalma idején a mozgalomban részt vevő heteroszexuális nőket azzal vádolták, hogy heteroszexuális identitásuk segít fenntartani azokat a patriarchális rendszereket, amelyek felszámolásán dolgoztak. Jill Johnston radikális leszbikus író szerint a mozgalom nagy része a szexista intézmények reformjára törekedett, miközben "érintetlenül hagyta az elnyomás alapvető nukleáris egységét: a heteroszexuális szexet". Mások a leszbikusságot erős politikai eszköznek tekintették a férfiuralom felszámolásában, és a női mozgalom központi elemeként gondoltak rá.
A radikális leszbikusok kritizálták a női felszabadító mozgalmat, amiért az nem bírálta a heteronormativitás "pszichológiai elnyomását", amely szerintük "a társadalmi intézmények szexuális alapja". Azt állították, hogy a heteroszexuális szerelmi kapcsolatok a „személyes uralom” révén fenntartják a patriarchális hatalmi viszonyokat, és ezért közvetlenül ellentmondanak a mozgalom értékeinek és céljainak. Ahogy egy radikális leszbikus írta: „bármit is tesz a feminista, a fizikai aktus [a heteroszexualitás] a nőket és a férfiakat egyaránt visszaveti a szerepjátékba... minden politikája azonnal semmissé válik”. Azzal érveltek, hogy a nők felszabadítási mozgalma nem lesz sikeres a heteronormativitás megkérdőjelezése nélkül.
A radikális leszbikusok úgy vélték, hogy a leszbikusság aktívan fenyegeti a patriarchális hatalmi rendszereket. A leszbikusokat nemcsak szexuális orientációjuk, hanem a férfiaktól való felszabadultságuk és függetlenségük alapján is határozták meg. Sidney Abbott és Barbara Love leszbikus aktivisták azzal érveltek, hogy "a leszbikus felszabadította magát a férfiuralom alól" azáltal, hogy nemcsak szexuálisan, hanem "anyagilag és érzelmileg" is elszakadt tőlük. Azt állították, hogy a leszbikusság elősegíti a nemi hatalmi rendszerektől és a heteronormativitás "pszichológiai elnyomásától" való legteljesebb függetlenedést. 
A nemre, szexre és szexualitásra vonatkozó normák elutasítása központi szerepet játszott a radikális leszbikus feminizmusban. A radikális leszbikusok úgy vélték, hogy "a leszbikus identitás egy 'nőazonos' identitás", ami azt jelenti, hogy azt nők által és a nőkhöz való kapcsolatuk alapján kell meghatározni, nem pedig a férfiakkal való kapcsolatuk alapján.

A Radicalesbians leszbikus radikális feminista csoport "The Woman-Identified Woman" (A nőazonos nő) című kiáltványában hangsúlyozta, hogy szükség van egy "új tudatosság" megteremtésére, amely elutasítja a nőiség és a nőiesség hagyományos, normatív meghatározását, melynek középpontjában a tehetetlenség áll. A nőiesség és a nőiség újradefiniálásában a leszbikus identitás káros és megosztó sztereotípiáktól való megszabadítását hangsúlyozták. Ahogy Abbot and Love érvelt „A nők felszabadítása egy leszbikus összeesküvés?” (1971) című írásukban:
Amíg a "dyke" (leszbikusokra használt, utólag visszakövetelt szitokszó) használható jelzőként arra, hogy a nőket megfélemlítsék, hogy kevésbé harciasan álljanak ki, hogy a nőket elkülönítsék a nővéreiktől, és hogy megakadályozzák azt, hogy a férfin és a családon kívül mást előbbre tegyenek – addig a férfi kultúra uralja őket.
A Radicalesbians egyetértett ezzel a gondolattal, és azt nyilatkozta: "ebben a szexista társadalomban egy nő számára a függetlenség azt jelenti, hogy nem lehet nő, hanem biztosan dyke". A "woman-identified-woman" retorikáját kritizálták a heteroszexuális nők kizárása miatt. Egyes kritikusok szerint [a leszbikus feminizmus használta] woman-identifying retorikára retorikai kudarcként kell tekinteni. A kritikusok azzal is érvelnek, hogy a radikális leszbikus feminista politika intenzitása, a leszbikussággal kapcsolatos, már meglévő stigmán felül, rossz színben tüntette fel a feminista mozgalmat, és termékeny talajt biztosított az olyan antifeminista sztereotípiáknak, mint a „férfigyűlölő” vagy a „melltartóégető” . (Ez volt az úgynevezett "levendulaveszély".)

## Transzneműséggel kapcsolatos nézetek
Az 1970-es években kezdődött, majd a 2010-es évek negyedik hulláma idején újraerőltetett, a második hullám levendulaveszéllyel riogatásához hasonlító éles vita zajlik a radikális feministák között a transznemű identitásokról.  Néhány radikális feminista, mint például Catharine MacKinnon, John Stoltenberg, Andrea Dworkin, Monique Wittig és Finn Mackay támogatta a transz nők nőként való elismerését, amit transz-inkluzív feminizmusnak neveznek, míg mások, mint például Mary Daly, Janice Raymond, Robin Morgan, Germaine Greer, Sheila Jeffreys, Julie Bindel és Robert Jensen szerint a transznemű mozgalom részt vesz a patriarchális nemi normák fenntartásában, és összeegyeztethetetlen a radikális-feminista ideológiával.
Azok, akik hiteles bizonyítékokat többnyire nélkülöző ciszszexista érveikkel kizárják a transz nőket a női létből vagy a női terekből, gender kritikusként nevezik magukat, mások pedig transzkirekesztőnek nevezik őket. Azokat a radikális feministákat, akik kizárják a transz nőket akik gyakran nevezik "transzkirekesztő radikális feministáknak" vagy "TERF-eknek" (trans-exclusionary radical feminist), amely ellen tiltakoznak (hivatkozva például arra, hogy a transz férfiakat nőként beleszámítják feminizmusukba), és azt állítják, hogy ez egy pejoratív jelző vagy akár gyűlöletbeszéd.
A stigmatizáló TERF jelző helyett magukat inkább "genderkritikus" vagy "transzkirekesztő radikális feministaként" azonosító személyek szerint a férfiak és nők közötti viselkedésbeli különbségek a szocializáció eredményei, és az az elképzelés, hogy valakinek veleszületett nőies vagy férfias érzete lenne, ellentétes a nemi szocializáció elméletével. Lierre Keith úgy írja le a nőiességet, mint "olyan viselkedésformák összessége, amely lényegében ritualizált alávetettség",  és ennélfogva a gender nem identitás, hanem kasztpozíció, és a nemi identitás filozófiái (konkrétan a női esszencia filozófiája) pedig akadályozzák a gender eltörlését és a nemi alapú társadalomhoz való visszatéréshez vezetnek. Julie Bindel 2008-ban azzal érvelt, hogy Iránban végzik el a legtöbb nemváltási műtétet a világon, mert "a műtét a nemi sztereotípiák fenntartására tett kísérlet", és hogy "pontosan ez az elképzelés, hogy bizonyos megkülönböztetett viselkedésformák a férfiak és a nők számára megfelelőek, áll a "transzneműség" jelenségével szembeni feminista kritika hátterében". A BBC 2014-es jelentése szerint nincsenek megbízható adatok az iráni nemváltoztató műtétekre vonatkozóan.

1978-ban a Torontói Leszbikus Szervezet megszavazta, hogy tagjai csak nő születésű nő legyenek, és ezt írta:
A női hangot szinte soha nem hallották női hangként – mindig a férfiak hangján keresztül szűrődött. Szóval itt jön egy srác, aki azt mondja: "Mostantól lány leszek, és a lányok nevében fogok beszélni". És mi azt gondoltuk: "Nem, nem fogsz." Egy ember nem csatlakozhat csak úgy az elnyomottakhoz.
A Transzszexuális Birodalom: A she-male létrejötte (1979) című könyvében, a leszbikus radikális feminista, Janice Raymond azt állította, hogy „Minden transzszexuális megerőszakolja a női testet azáltal, hogy a valódi női formát műalkotássá redukálja, és ezt a testet kisajátítja magának. A transzszexuálisan konstruált leszbikus-feminista azonban sérti a nők szexualitását és szellemiségét is. A nemi erőszak, bár általában erőszakkal történik, megtévesztésen keresztül is megvalósulhat. Lényeges, hogy a transzszexuálisan konstruált leszbikus-feminista esetében gyakran azért tud bebocsátást és domináns pozíciót szerezni a női terekben, mert az érintett nők nem tudják, hogy ő transzszexuális, és csak véletlenül nem említi meg." A teljes nő (1999) című művében Germaine Greer azt írta, hogy a nagyrészt férfi kormányok „nőjént ismerik el azokat a férfiakat, akik azt hiszik, hogy nők… mert [ezek a kormányok] a nőket nem egy másik nemnek tekintik, hanem egy nem nemnek tekintik"; úgy folytatta, hogy ha a méh- és petefészek-átültetés kötelező része lenne a nemváltoztató műtéteknek, akkor az utóbbiak "egyik napról a másikra eltűnnének".
Sheila Jeffreys 1997-ben úgy érvelt, hogy "a transzszexuálisok túlnyomó többsége még mindig a nők hagyományos sztereotípiáját vallja", és hogy az átváltozással "egy konzervatív fantáziát építenek fel arról, hogy milyennek kellene lennie a nőnek... a nőiesség olyan lényegét, amely mélyen sértő és korlátozó". A gender fáj (2014) című művében „öncsonkításként” emlegette a nemi megerősítő műtétet , és olyan névmásokat használt, amelyek a biológiai nemre utalnak. Jeffreys azzal érvelt, hogy a feministáknak ismerniük kell „azok biológiai nemét, akik nőnek vallják magukat, és előítéletes változatokat hirdetnek arról, hogy mi a nőiesség”, és hogy „a nőnemű névmások férfiak általi használata elfedi azt a férfi kiváltságot, amelyet az adományoz nekik, hogy a férfi nemi kasztba kerültek és abban nevelkedtek". 
 

Ezzel szemben a transzinkluzív radikális feministák és a transzfeminizmus szilárd álláspontja, hogy a biológián alapuló vagy biológiai nem esszencialista ideológia alapjaiban támogatja a nőket elnyomó patriarchátus nemi konstrukcióit. A nemi szerepek bináris merevségének oldásával a transznemű emberek immanensen hozzájárulnak a feminista mozgalomhoz, Susan Stryker szerint "a transzszexuális nők aktívan részt vettek a radikális feminista mozgalomban az 1960-as évek végén, de 1973 után szinte teljesen kitörölték őket a mozgalom történetéből" a genderkritikus feministák ellenállása miatt. Andrea Dworkin már 1974-ben azzal érvelt, hogy a transznemű emberek és a nemi identitás kutatása képes radikálisan aláásni a patriarchális biológiai nem esszencializmust:
...a transzszexuálisokkal végzett munka és a gyermekek nemi identitásának kialakulásával kapcsolatos tanulmányok olyan alapvető információkkal szolgálnak, amelyek megkérdőjelezik azt az elképzelést, hogy két különálló biológiai nem létezik. Ezek az információk azzal fenyegetnek, hogy a nemek közötti különbség hagyományos biológiáját a nemek közötti hasonlóság radikális biológiájává alakítják át. Ez nem azt jelenti, hogy egy biológiai nem létezik, hanem azt, hogy sok létezik. Az ehhez tartozó bizonyíték egyszerű. A "férfi" és a "nő" szavakat csak azért használjuk, mert egyelőre nincs más.
A negyedik hullám idején a 2010-es évek végén a transz-inkluzív feminizmus iránti érdeklődés megnőtt, ahogyan az 1990-es évek harmadik hullámának kibontakozása óta általánossá vált metszetszemlélet (interszekcionalitás) paradigmájával megnövekedett a transzneműség elfogadottsága. A radikális feminista Catherine MacKinnon 2015-ben azt mondta:
A férfiak által dominált társadalom a nőket mindig is külön biológiai csoportként határozta meg. Ha ez felszabadulást eredményezne, szabadok lennénk… Számomra a nők egy politikai csoport. Soha nem volt sok alkalmam ezt kimondani, vagy ezzel dolgozni, egészen az elmúlt évekig, amikor sok vita folyt arról, hogy a transz nők nők-e… Mindig úgy gondoltam, hogy engem nem érdekel, hogyan lesz valakiből nő vagy férfi; ez nekem nem számít. Ez csak sajátosságuk, egyediségük része, mint mindenki másé. Bárki, aki nőként azonosítja magát, nő akar lenni, nőként él, az szerintem nő.

## Fogadtatás
Gail Dines, egy angol radikális feminista 2011-ben így beszélt a radikális feminizmus vonzerejéről a fiatal nők számára: „Miután több mint 20 éve tanítok nőket, ha bemegyek és liberális feminizmusról tanítok, üres szemmel nézek rám… Ha bemegyek és radikális feminizmusról tanítok, bumm, a terem felrobban." 

### Kritika
A radikális feminista mozgalom korai szakaszában néhány radikális feminista elmélete szerint "a hierarchia más fajtái a férfi felsőbbrendűségből nőttek ki, és a férfi felsőbbrendűség mintájára alakultak ki, és így valójában a férfi felsőbbrendűség speciális formái".  Ezért a férfiuralom elleni küzdelem elsőbbséget élvez, mert „a nők felszabadulása mindenki felszabadulását jelentené”. Ezt a nézetet különösen vitatja az interszekcionális feminizmus és a fekete feminizmus. Kritikusai azzal érvelnek, hogy ez az ideológia elfogadja azt az elképzelést, hogy az identitások egyediek és különbözőek, nem pedig többszörösek és egymást metszőek. Például a nők elnyomásának eltérő értelmezése azt feltételezi, hogy „a férfiak e rendszerek létrehozása és fenntartása során tisztán férfiként cselekszenek, sajátos férfitulajdonságoknak vagy kifejezetten a férfi felsőbbrendűségi célkitűzéseknek megfelelően”. 
Ellen Willis 1984-es „Radikális feminizmus és feminista radikalizmus” című esszéje szerint az új baloldalon belül a radikális feministákat azzal vádolták, hogy „burzsoák”, „baloldal-ellenesek” vagy akár „apolitikusak”, miközben ők úgy látták magukat, hogy „a radikális definíció kiterjesztésével radikalizálják a baloldalt”. A korai radikális feministák többnyire fehérek és középosztálybeliek voltak, ami „egy nagyon törékeny szolidaritást” eredményezett. Ez Willis szerint korlátozta a radikális feministák nemi viszonyokkal kapcsolatos tapasztalatain alapuló általánosítások érvényességét, és megakadályozta, hogy a fehér és középosztálybeli nők felismerjék, hogy részesülnek a faji és osztálykiváltságokból. Sok korai radikális feminista megszakította a kapcsolatot a "férfiak által uralt baloldali csoportokkal", vagy csak ad hoc koalíciókban dolgozott velük. Willis, bár nagyon is része volt a korai radikális feminizmusnak, és továbbra is úgy véli, hogy az szükséges szerepet játszott a feminizmus politikai napirendre tűzésében, bírálta azt, hogy képtelen volt "a feminista perspektívát egy átfogó radikális politikába integrálni", miközben ezt a korlátozást a kor kontextusában elkerülhetetlennek tekintette. 

## Magyarázatok
1. ↑  While Willis (1984) does not mention Chicago, as early as 1967 it was a major site for consciousness-raising and home of the Voice of Women's Liberation Movement; see Kate Bedford and Ara Wilson Lesbian Feminist Chronology: 1963–1970 (Archiválva 2007. július 17-i dátummal a Wayback Machine-ben.).
2. ↑  MacKinnon (1989): "Sex forced on real women so that it can be sold at a profit to be forced on other real women; women's bodies trussed and maimed and raped and made into things to be hurt and obtained and accessed, and this presented as the nature of women; the coercion that is visible and the coercion that has become invisible—this and more grounds the feminist concern with pornography."[57]

## Fordítás
Ez a szócikk részben vagy egészben  a   Radical feminism című angol Wikipédia-szócikk ezen változatának fordításán alapul.  Az eredeti cikk szerkesztőit annak laptörténete sorolja fel. Ez a jelzés csupán a megfogalmazás eredetét és a szerzői jogokat jelzi, nem szolgál a cikkben szereplő információk forrásmegjelöléseként.

### Idézett források
- 6: Radical Feminism, Ti-Grace Atkinson, Radical Feminism: A Documentary Reader. New York, New York: New York University Press, 82–89. o. (2000). ISBN 978-0814715543
- 28. Lesbianism and the Women's Liberation Movement, Martha Shelley, Radical Feminism: A Documentary Reader. New York, New York: New York University Press, 305–309. o. (2000). ISBN 978-0814715543
- Gail Dines on radical feminism. YouTube . WheelerCentre (Sydney Writers' Festival), 2011. június 29. [2021. október 30-i dátummal az eredetiből archiválva].
- Daring To Be Bad: Radical Feminism in America 1967-1975, 1st, Minneapolis, Minnesota: University of Minnesota Press (1989). ISBN 0-8166-1786-4
- (2002) „Re-Viewing the Second Wave”. Feminist Studies 28 (2), 258–267. o. DOI:10.2307/3178740. JSTOR 3178740.
- The Dialectic of Sex: The Case for Feminist Revolution, 1st, New York, New York: William Morrow and Company (1970). ISBN 0-688-12359-7
- Gender Hurts: A Feminist Analysis of the Politics of Transgenderism, 1st, Abingdon, Oxon, England: Routledge (2014). ISBN 978-0415539395
- American Women in the 1960s: Changing the Future, 1st, New York, New York: Twayne Publishers (1993). ISBN 0-8057-9905-2
- Toward a Feminist Theory of the State, 1st, Cambridge, Massachusetts: Harvard University Press (1989). ISBN 0-674-89645-9
- (1984) „Radical Feminism and Feminist Radicalism”. Social Text (9/10, The 60's without Apology), 91–118. o. DOI:10.2307/466537. JSTOR 466537.

## További irodalom
- Hanisch: The Silencing of Feminist Criticism of 'Gender'. Meeting Ground OnLine, 2013. augusztus 12.
- Notes From the First Year (1968. június 1.)
- Redstockings Women's Liberation Archives. Redstockings
- Welch: Strands of Feminist Theory. University of Wolverhampton, 2001. február 1. [2001. május 4-i dátummal az eredetiből archiválva].

Könyvek és folyóiratok
- szerk.: Bell: Radically Speaking. Melbourne, Australia: Spinifex Press (1996. június 17.). ISBN 1-875559-38-8
- Coote, Anna. Sweet Freedom: The Struggle for Women's Liberation. London: Picador (1982. június 17.). ISBN 0-330-26511-3
- szerk.: Ehrlich: The Feminist Foundations of Language, Gender, and Sexuality Research by Mary Bucholtz, The Handbook of Language, Gender, and Sexuality, 2nd, Wiley Blackwell, 23–47. o. (2014). ISBN 978-0470656426
- szerk.: Koedt: Radical Feminism. Times Books (1973). ISBN 9780812962208
- szerk.: Love: Feminists Who Changed America, 1963–1975. Champaign, Illinois: University of Illinois Press (2006. június 17.). ISBN 978-0-252-03189-2